# Voetbalkampioenschap van Sleeswijk-Holstein 1922/23
In 1922/23 werd het eerste voetbalkampioenschap van Sleeswijk-Holstein gespeeld, dat georganiseerd werd door de Noord-Duitse voetbalbond. De competitie was een verderzetting van de Nordkreiscompetitie van het voorgaande seizoen. 
Holstein Kiel werd kampioen en plaatste zich voor de Noord-Duitse eindronde. De club versloeg VfB Swinemunde en FC Union 03 Altona alvorens in de finale te verliezen van Hamburger SV.

## Kreisliga
| Plaats | Club                         | Wed. | W  | G | V  | Saldo | Ptn   |
| ------ | ---------------------------- | ---- | -- | - | -- | ----- | ----- |
| 1.     | KSV Holstein Kiel            | 14   | 13 | 1 | 0  | 62:5  | 27:1  |
| 2.     | FVgg 02 Kilia Kiel           | 14   | 8  | 3 | 3  | 45:16 | 19:9  |
| 3.     | VfB Union-Teutonia 1908 Kiel | 14   | 8  | 2 | 4  | 31:26 | 18:10 |
| 4.     | Kieler TV 1885               | 14   | 4  | 5 | 5  | 28:40 | 13:15 |
| 5.     | SpV Hohenzollern-Hertha Kiel | 14   | 3  | 5 | 6  | 21:38 | 11:17 |
| 6.     | SC Olympia 09 Neumünster     | 14   | 3  | 3 | 8  | 18:32 | 9:19  |
| 7.     | SV Preußen 09 Itzehoe        | 14   | 3  | 3 | 8  | 18:35 | 9:19  |
| 8.     | FSV Borussia 03 Gaarden      | 14   | 3  | 0 | 11 | 17:48 | 6:22  |

|  | Kampioen                                |
|  | Deelname promotie/degradatie einderonde |

## Promotie/degradatie eindronde
| Plaats | Club                    | Wed. | W | G | V | Saldo | Ptn   |
| ------ | ----------------------- | ---- | - | - | - | ----- | ----- |
| 1.     | FSV Borussia 03 Gaarden | 4    | 4 | 0 | 0 | 11:02 | 08:00 |
| 2.     | 1. Flensburger FC 08    | 4    | 3 | 0 | 1 | 12:07 | 06:02 |
| 3.     | TuS Gaarden             | 4    | 2 | 0 | 2 | 06:12 | 04:04 |
| 4.     | FV Neumünster 1910      | 4    | 1 | 0 | 3 | 05:08 | 02:06 |
| 5.     | VfL 05 Heide            | 4    | 0 | 0 | 4 | 03:08 | 00:08 |

|  | Behoud Kreisliga |